# Girls Night Out
Girls Night Out is een Amerikaanse zwarte komische film uit 2017 en het regiedebuut van Lucia Aniello. In de hoofdrollen zijn onder meer te zien Scarlett Johansson, Jillian Bell, Zoë Kravitz, Ilana Glazer en Kate McKinnon. De film werd in de Verenigde Staten uitgebracht onder de titel Rough Night.

## Verhaal
Jess (Scarlett Johansson), Alice (Jillian Bell), Blair (Zoë Kravitz) en Frankie (Ilana Glazer) kennen elkaar al sinds 2006, hun eerste jaar in college. Als Jess tien jaar later gaat trouwen, nodigt ze de andere drie en haar Australische vriendin Pippa (Kate McKinnon), die ze ontmoette tijdens een semester aldaar, uit voor een vrijgezellenweekendje in Miami. Onder invloed besluiten ze een mannelijke stripper (Ryan Cooper) in te huren, die op zijn hoofd valt en overlijdt als Alice enthousiast op hem springt. Ze besluiten het lijk te dumpen, maar dit gaat niet zo makkelijk. Ondertussen is Jess' verloofde Peter (Paul W. Downs), die door een misverstand denkt dat zij hem wil gaan verlaten voor de stripper, halsoverkop onderweg naar Miami.

## Rolverdeling
| Acteur             | Personage | Opmerkingen                                      |
| ------------------ | --------- | ------------------------------------------------ |
| Scarlett Johansson | Jess      |                                                  |
| Jillian Bell       | Alice     | vriendin van Jess                                |
| Zoë Kravitz        | Blair     | vriendin van Jess                                |
| Ilana Glazer       | Frankie   | vriendin van Jess                                |
| Kate McKinnon      | Pippa     | Australische vriendin van Jess                   |
| Paul W. Downs      | Peter     | Jess' verloofde, tevens co-scenarist van de film |
| Ryan Cooper        | "Scotty"  | aangezien voor stripper                          |
| Demi Moore         | Lea       |                                                  |
| Ty Burrell         | Pietro    |                                                  |
| Dean Winters       | Frazier   | rechercheur                                      |
| Enrique Murciano   | Ruiz      | rechercheur                                      |
| Colton Haynes      | Scotty    | stripper                                         |
| Eric Andre         | Jake      |                                                  |
| Natalie Gold       | Carmen    |                                                  |

## Productie
Werktitels van de film zijn Move that Body en Rock that Body. Scarlett Johansson werd in december 2015 aangesteld als hoofdrolspeelster. Demi Moore werd in augustus 2016 toegevoegd aan de cast.
Een trailer van de film werd uitgebracht in maart 2017.

## Ontvangst
De film werd in Nederland matig ontvangen. Criticus van De Volkskrant merkte op dat "Girls Night Out een soort The Hangover (2009) [is], maar dan met vrouwen. Uitzonderlijk zijn dit soort vuige komedies met vrouwelijke hoofdrolspelers nog wel, maar nieuw is het niet: vrouwen waren al zuipend en grof in de mond in films als Bridesmaids (2011), Bachelorette (2012) en Bad Moms (2016). Het grootste schokeffect van keurige-vrouwen-doen-vieze-dingen is er dus wel af. Misschien heeft het ranzige komediegenre (m/v) sowieso wel zijn beste tijd gehad. Wat valt er nog te choqueren? In elk geval is Girls Night Out vooral formulewerk, dat berust op het misverstand dat tampons, waxstrips, een seksschommel, oversekste buren en bergen cocaïne grappig zijn."
Ook andere recensenten legden de vergelijking met The Hangover en Bridesmaids. Recensent van het NRC Handelsblad had twee uit vijf sterren voor het eindresultaat over en schreef dat de film "veel net niet geslaagde humor bevat met een hoog déjà-vu-gehalte", maar dat "het vooral aan de cast en niet aan het script [is] te danken, dat Girls Night Out nog enigszins weet te amuseren." Criticus van Het Parool had slechts één ster over voor "het nakomertje van Bridesmaids: [..] Met ervaren comédiennes als McKinnon, Bell en Glazer in het ensemble en Johansson als middelpunt hoeft een sleets uitgangspunt geen bezwaar te zijn, maar al het talent is verspild aan een hopeloos lachvrij scenario van regisseur Lucia Aniello en haar partner Paul W. Downs."
Ook recensent van De Telegraaf gaf de film één ster: "Hun [de hoofdrolspelers] schrijnende gebrek aan chemie en komische timing alsmede de zouteloze regie van Lucia Aniello (die ook meeschreef aan het slappe scenario) maken van Girls Night Out een feestje dat je maar beter kunt overslaan. Criticus van het Algemeen Dagblad klaagde dat de film "flauw en plat" is en voegde toe: "Aan de regie of de acteurs ligt het niet per se; het script zit er steeds net - of helemaal - naast. En enkele morele lesjes dempen de lol al helemaal."